# Maclovia iricolor
Maclovia iricolor är en ringmaskart. Maclovia iricolor ingår i släktet Maclovia och familjen Oenonidae. Inga underarter finns listade i Catalogue of Life.